# Osiek (Elbląg)

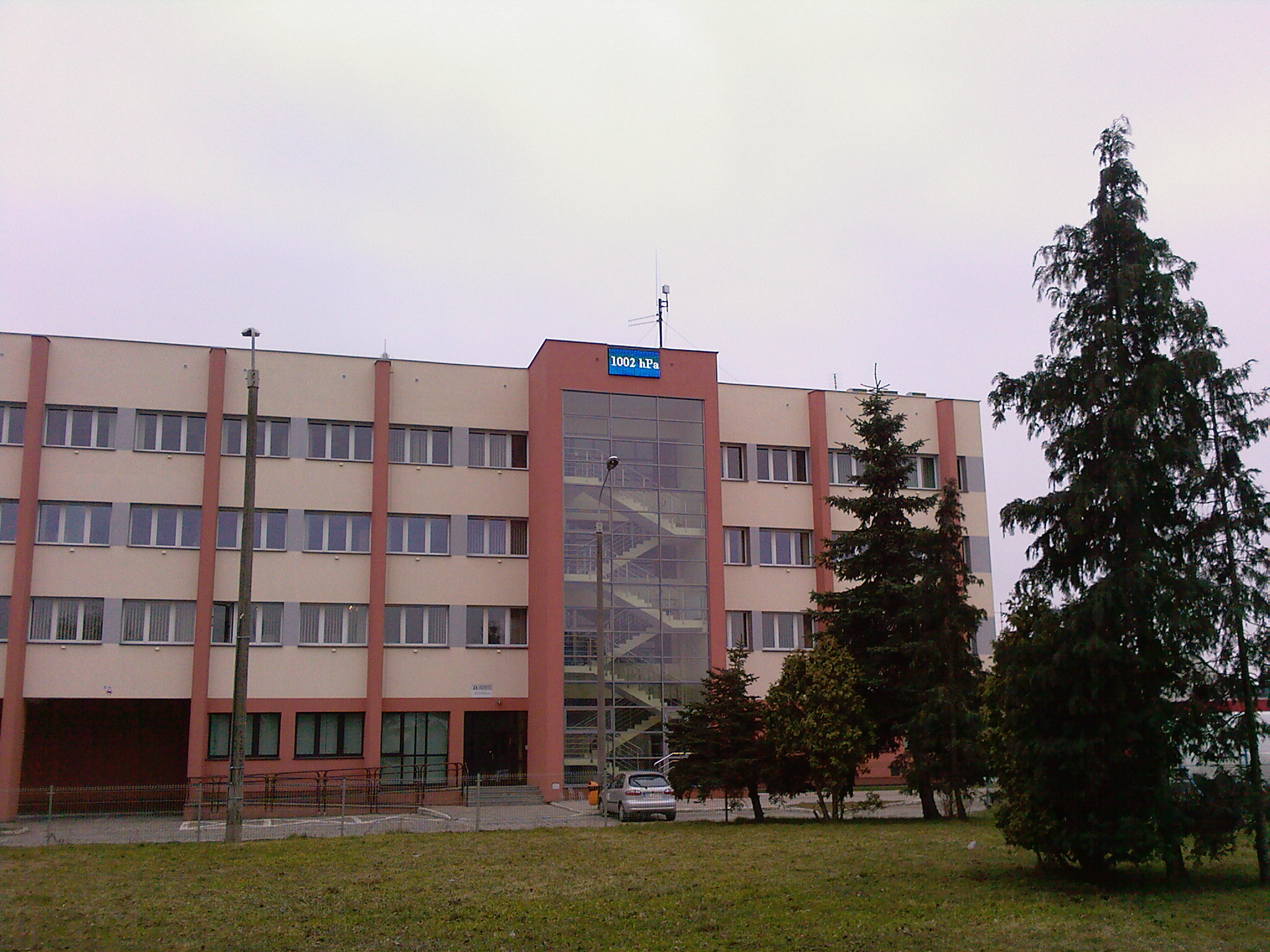
Biurowiec Elbląskiego Przedsiębiorstwa Energetyki Cieplnej przy ul. Fabrycznej w Elblągu

Osiek – jedna z południowych dzielnic Elbląga.

## Położenie
Osiek leży w południowej części miasta, w bezpośrednim sąsiedztwie Śródmieścia. Graniczy z takimi dzielnicami jak: Zatorze, Nowe Miasto, Stare Miasto oraz Zawodzie. Jej północną granicę wyznacza al. Tysiąclecia, zachodnią stanowi rzeka Elbląg, wschodnią i południową natomiast potok Kumiela oraz linia kolejowa z Elbląga do Malborka. 

## Historia
Pierwsza osada powstała tutaj najprawdopodobniej pomiędzy XII a XIV wiekiem. Położona była pod samymi murami ówczesnego zamku krzyżackiego w Elblągu. Zamieszkiwała ją głównie ludność polska, wykonująca posługi dla Krzyżaków. Stanowili ją rybacy przesiedleni poza mury zamku. W XIX wieku, w okresie intensywnego rozwoju gospodarczego miasta, została zabudowana niskimi domami mieszkalnymi, zamieszkanymi głównie przez robotników ze Stoczni Schichaua i pobliskiej fabryki samochodów Franza Komnicka oraz fabryki lokomotyw. Zabudowa ta istnieje do dziś. Na terenie osiedla znajduje się wiele zakładów pracy oraz kilka urzędów. Obecna ulica Fabryczna nosiła kiedyś nazwę Frantza Komnicka (neim. Franz-Komnick-Straße).

## Wykaz ulic dzielnicy
- Bociania
- Czerniakowska
- Dojazdowa
- Fabryczna
- Hetmańska
- Huzarska
- Malborska
- Panieńska
- Piaskowa
- Rybna
- Sopocka
- Tysiąclecia, al.
- Zagonowa

## Ważniejsze obiekty
- Elbląskie Zakłady Naprawy Samochodów
- ciepłownia miejska
- fabryka mebli ”Waldi"
- gazownia miejska
- Komenda Miejska Policji
- Powiatowy Ośrodek Dokumentacji Geodezyjnej i Kartograficznej
- Instytut Pedagogiczno-Językowy Państwowej Wyższej Szkoły Zawodowej w Elblągu
- kemping nad rzeką Elbląg

## Komunikacja
Na Osiek można dojechać:
- tramwajami ZKM Elbląg linii numer: 1, 2, 4;
- autobusami ZKM linii numer: 10, 13, 15, 19, 20, 21 oraz linii nocnej 100[1].